# Sobre la corona
Sobre la corona (grec antic: Ὑπὲρ Κτησιφῶντος περὶ τοῦ Στεφάνου, Hiper Ktesifontos peri tu Stefanu; llatí, De corona) és el títol del discurs jurídic més famós de Demòstenes, el gran polític i orador atenenc. Fou pronunciat el 330 aC.

## Context històric
Tot i el seu fracàs polític en l'enfrontament contra Filip II de Macedònia i el seu fill Alexandre el Gran, el poble atenenc encara respectava i admirava Demòstenes, potser més fins i tot que els dirigents de la facció promacedònia, especialment Demades i Foció. El 336 aC, l'orador Ctesifont proposà que Atenes retés honor a Demòstenes pels seus serveis a la ciutat atorgant-li, segons el costum, la corona daurada. Aquesta proposta es convertí en un afer polític i, el 330 aC, també judicial, car el polític Èsquines processà Ctesifont emparant-se en irregularitats legals de la seva proposta, adduint que havia violat la llei en tres punts:
- Per haver fet al·legacions falses en un document públic.
- Per concedir la corona a un polític (Demòstenes) que encara no havia presentat un informe per la seva feina en el càrrec.
- Per oferir la corona durant les Dionísies.

## Contingut
En el seu discurs més brillant, Sobre la corona, Demòstenes defensa Ctesifont i ataca de manera vehement tots aquells que havien preferit la pau amb Macedònia. No es penedí de les seves accions passades ni de les seves idees polítiques i insistí que, quan estava en el poder, l'objectiu constant de totes les seves accions havia estat l'enaltiment de l'honor i l'ascendència del seu poble, i que en totes les ocasions i en tot allò que feu preservà la seva lleialtat a Atenes. Durant el judici, la carrera política del mateix Demòstenes estava sent jutjada, però l'orador no es qüestiona cap de les seves accions. Comença amb una visió general de Grècia, i descriu les fases dels seus enfrontaments amb Filip. Després tracta de la Pau de Filòcrates i acusa Èsquines del seu paper en les negociacions i en la ratificació del tractat. També llança un atac personal contra el mateix Èsquines, del qual fa befa pels seus orígens poc nobles. Hi afegeix càrrecs de corrupció i traïció i li atribueix el desastre de la batalla de Queronea per la seva actitud en la representació d'Atenes en el consell de l'Amficcionia. Subratlla que ell fou l'únic que havia donat suport a una coalició amb Tebes. Finalment, Demòstenes afirma que, tot i que Atenes havia estat derrotada, era millor ser derrotada en una lluita gloriosa per la independència que rendir l'herència de la llibertat.
Demòstenes finalment vencé Èsquines per una gran majoria de vots, malgrat que les objeccions legals que oposava el seu enemic a l'atorgament de la Corona probablement eren vàlides. El resultat final fou que Ctesifont fou absolt i Èsquines, humiliat, no tingué més remei que exiliar-se de forma voluntària.

## Valoracions
Sobre la corona ha estat descrit com «el millor discurs del millor orador de la història». Jebb, analitzant l'enfrontament dialèctic entre Demòstenes i Èsquines, subratlla que aquest ferotge debat il·lustra l'última gran fase de la vida política d'Atenes. Aquest combat retòric atragué a Atenes un immens grup d'espectadors.